# 후시미 츠카사
후시미 츠카사(伏見 つかさ, 1981년 - )는 일본의 남성 소설가(라이트 노벨 작가)이다.

## 경력
전 지바시 내 거주. 2006년, 제12회 전격 소설 대상에 "13번째 앨리스"에서 제 3차 전형에 남아 데뷔한다. 2008년부터 발표하는 시리즈 작품 "내 여동생이 이렇게 귀여울 리가 없어"가 2010년 10월에 심야대로 TV 애니메이션화되었으며, 이 작품의 애니메이션판 제9화 (2010년 11월 방송)에서는 처음으로 각본도 담당했다.

## 작품
- 전격 문고 (아스키 미디어 워크스)
  - 13번째 앨리스
  - 내 여동생이 이렇게 귀여울 리가 없어
  - 네코시스
  - 에로망가 선생
- VA문고 (비주얼 아츠/패러다임)
  - 名명탐정실격인 그녀
- 간간 노벨즈 (스퀘어 에닉스)
  - 중이병으로 GO! - 공저(共著). 앤솔러지 작품.
- 이치진샤 문고 (이치진샤)
  - School Heart's 달과 불꽃과 약속과 - 공저(共著). 앤솔러지 작품.